# Patrón de interferencia conoscópica

Esquemas de dos patrones de interferencia conoscópica

Un patrón de interferencia conoscópica o figura de interferencia es un patrón de colores birefringentes cruzados por bandas oscuras (o isógiras). Se genera mediante un microscopio de luz polarizada, utilizado para la identificación de minerales y la investigación de sus propiedades ópticas y cristalográficas.
Las figuras son producidas por interferencia óptica cuando los rayos de luz divergentes viajan a través de una sustancia ópticamente no isótropa, es decir, que el índice de refracción de la sustancia varía en diferentes direcciones dentro de ella. La figura formada se puede considerar como un «mapa» de cómo la birrefringencia de un mineral puede variar con la variación del ángulo con respecto a la perpendicular al plano de la imagen, donde el color central es la birrefringencia observada mirando hacia abajo, y los colores más lejanos del centro son equivalentes a la visualización del mineral en ángulos cada vez más grandes respecto a la perpendicular. Las bandas oscuras corresponden a las posiciones de extinción óptica (isotropía aparente). En otras palabras, la figura de interferencia presenta simultáneamente todos los posibles colores de birrefringencia del mineral.
La visualización de la figura de interferencia es una manera segura para determinar si un mineral es ópticamente uniaxial o biaxial. Si la figura está alineada correctamente, el uso de una lámina de tinta sensible con el microscopio permite al usuario determinar la señal óptica y el ángulo óptico del mineral.

## Formación de la figura

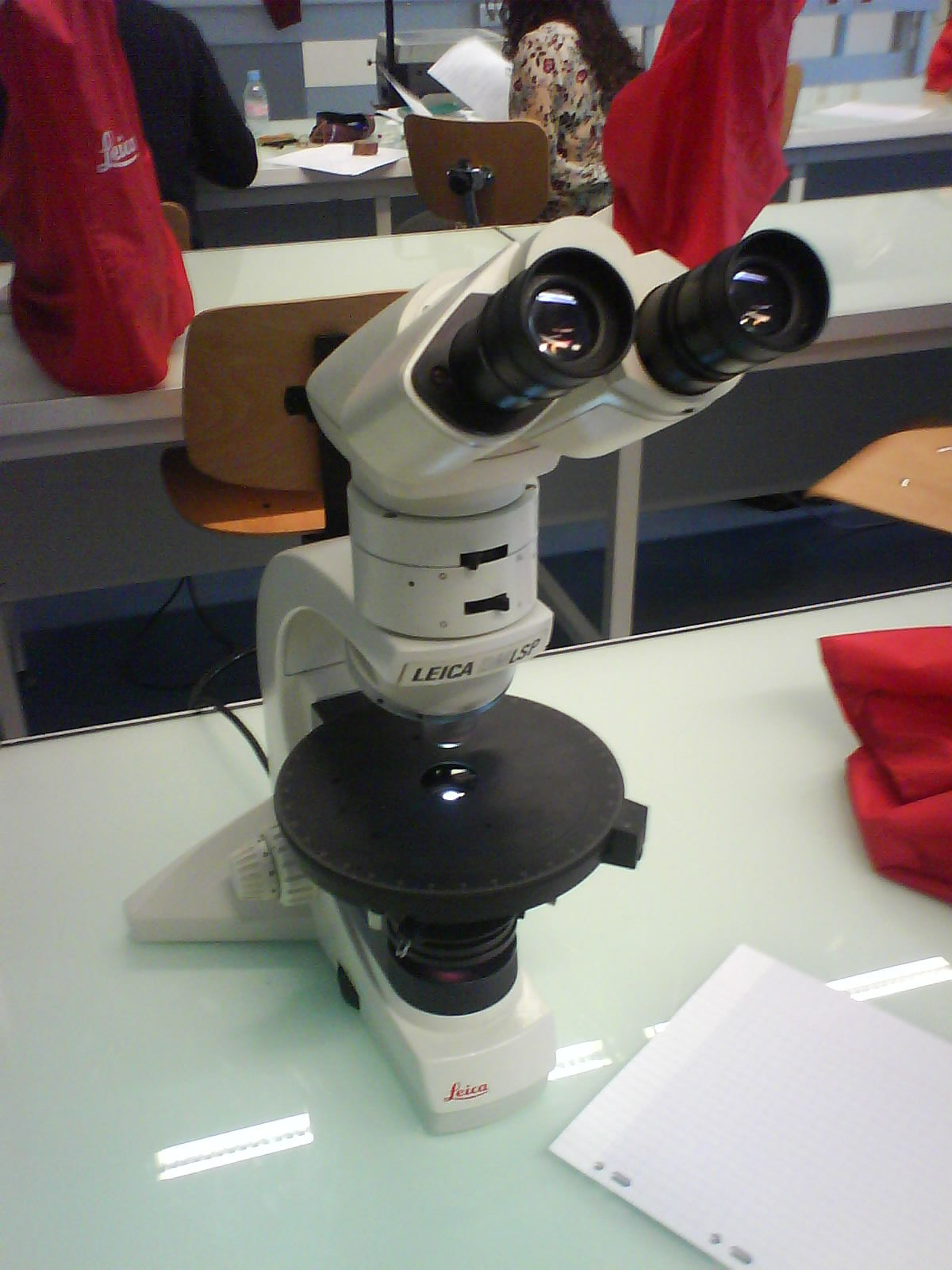
Microscopio petrográfico usado para el estudio de secciones delgadas de roca en petrografía.

Diagrama funcional de las partes de un microscopio petrográfico

En la mineralogía óptica, un microscopio petrográfico y la luz polarizada se utilizan a menudo para ver el patrón de interferencia. La lámina delgada que contiene el mineral a ser investigado se coloca sobre la platina del microscopio, por encima de un filtro polarizador, pero con un segundo filtro («analizador») entre la lente del objetivo y el ocular. El condensador del microscopio se sitúa cerca, debajo de la muestra para producir una amplia divergencia de los rayos polarizados a través de un pequeño punto, y la intensidad de la luz se aumenta tanto como sea posible (por ejemplo, subiendo la bombilla y aumentando la apertura del diafragma). Normalmente se utiliza una lente de objetivo de alta potencia. Esto maximiza el ángulo sólido de la lente, y por lo tanto la variación angular de la luz interceptada, y también aumenta la probabilidad que se pueda ver la figura de un cristal en cualquier momento dado.
Para ver la figura, los rayos de luz que salen del microscopio tienen que viajar más o menos en paralelo. Esto se consigue normalmente ya sea estirando el ocular completamente (si es posible), o mediante la colocación de una lente de Bertrand (Émile Bertrand, 1878) entre la lente del objetivo y el ocular.
Cualquier sección de cristal puede, en principio, producir un patrón de interferencia. Sin embargo, en la práctica, solo existen unas pocas orientaciones cristalográficas diferentes que son adecuadas para la identificación, para permitir que se produzca una figura, y para que sean capaces de generar información fiable sobre las propiedades del cristal. Normalmente, la orientación más útil y fácilmente obtenible es la que mira hacia abajo del eje óptico de una sección de cristal, el que da una figura que se refiere como una figura de eje óptico (véase más abajo). Tales orientaciones cristalinas son fáciles de encontrar en una sección delgada mediante la investigación de minerales a través de las rebanadas que no son isótropas, pero que aparecen de color negro o gris muy oscuro bajo la luz polarizada normal en todos sus ángulos (es decir, es «extinta»). Si se aleja del eje óptico, se puede ver una figura por un instante; un alto color birefringente se interrumpe en cuatro ocasiones cuando la muestra ha girado 360 grados con «flashes» de color negro que barren el campo de visión.

## Figuras características de minerales uniaxiales y biaxiales
Una figura de interferencia producida mirando hacia abajo o cerca del eje óptico de un mineral uniaxial es la característica «cruz de Malta», formada por sus isógiras. Si el eje de observación y el del cristal coinciden perfectamente, el patrón se mantendrá invariable por completo a medida que se hace girar la base. Sin embargo, si el ángulo de visión está un poco lejos del eje óptico, el centro de la cruz gira / órbita alrededor del punto central mientras se hace girar la muestra. La forma de la cruz permanecerá constando si se mueve.

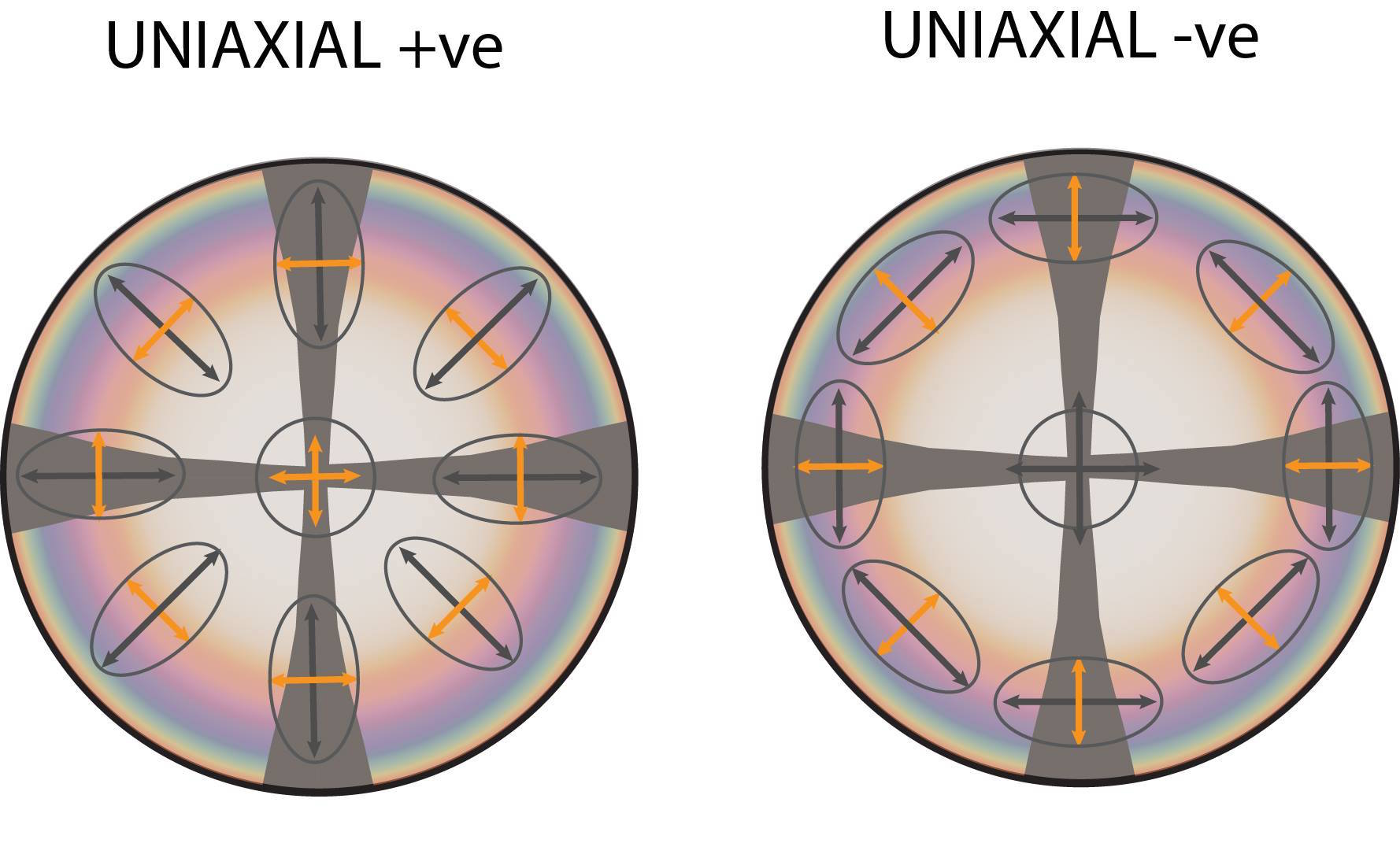
Esbozos de figuras de interferencia uniaxial, vistos a lo largo del eje óptico de cada mineral. Los colores de birrefringencia aproximados que pueden ser vistos si se tratara de un mineral con segundo orden de máxima birrefringencia. El patrón oscuro en forma de «Cruz de Malta» es característico de los minerales uniaxiales. También se muestran los esquemas de la forma de una sección transversal a través de la indicatriz óptica del mineral (la grabación de su índice de refracción en 3D) que se ve en cada posición. La dirección alargada se puede distinguir mediante la adición de una lámina de tinta sensible al microscopio, dejando que el usuario discrimine entre los minerales «uniaxiales negativos» (derecha) y «uniaxiales positivos» (izquierda)

La figura desde el eje óptico de un mineral biaxial es más compleja. Son visibles una o dos curvas isógiras (a veces llamadas «escobillas»), una de las cuales tendrá su punto de máxima curvatura perfectamente centrado (la figura inferior muestra un ejemplo con una sola isógira visible). Si dos isógiras son visibles, entonces aparecen colocadas espalda con espalda. 
La rotación de la muestra hará que los isógiros se muevan y cambien de forma brusca; pasando rápidamente hacia una posición donde las curvas isógiras están muy separadas en su punto más cercano. Después, gradualmente, aparecen más fuertemente curvadas en sus cuadrantes sobre sus puntos medios a medida que se aproximan entre sí (una segunda isógira aparece desde fuera del campo de visión si antes no era visible), y se fusionan para formar un patrón en «cruz de malta» muy parecido al de un mineral uniaxial. Si se continúa girando la muestra, las isógiras se separan de nuevo (pero en los cuadrantes opuestos donde estaban previamente) para reunirse de nuevo a continuación. Si se sigue girando, se vuelven a separar en sus cuadrantes originales, y así sucesivamente. Los isógiros se tocan entre sí cuatro veces en una revolución de 360 grados, con cada una de las veces correspondiente a una de las posiciones de extinción observadas con la luz polarizada normal.

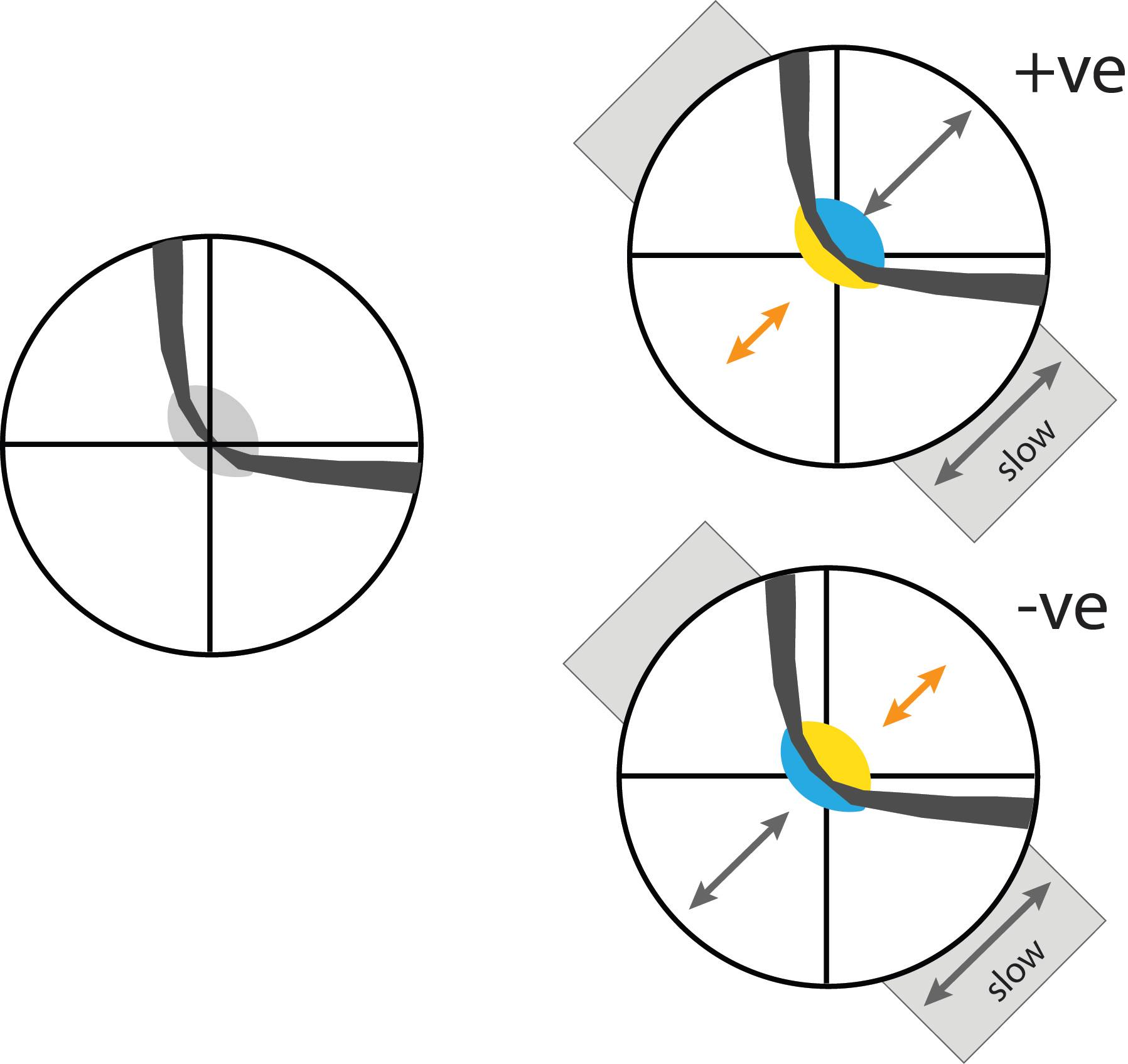
Posibles figuras de interferencia para un mineral biaxial con una amplia 2V, visto a lo largo de uno de los dos ejes ópticos. La forma curvada de la isógira (banda oscura) es característica de los minerales biaxiales, a pesar de que el grado de curvatura cambia a medida que se hace girar el microscopio, y el patrón se asemeja en algunas orientaciones al patrón de «Cruz de Malta» de un mineral uniaxial. La imagen de la izquierda muestra solo la forma; el parche gris en el centro indica el bajo primer orden (gris) de los colores de birrefringencia observados aquí (el orden de los colores que se observan en la realidad aumentaría lejos del centro, pero estos colores no se muestran). Las dos figuras de la derecha muestran el efecto de la adición de una lámina sensible que se ha instalado, donde se puede ver que el gris del centro ha sido sustituido por un cian de segundo orden y un amarillo de primer orden de color de birrefringencia. La polaridad del amarillo y del cian revela si el mineral observado es ópticamente «biaxial positivo» (arriba) o «biaxial negativo» (abajo), siendo esta una propiedad clave en la identificación de los minerales (o para investigar su composición)

La separación máxima entre isógiros se produce cuando se hace girar la muestra exactamente 45 grados respecto a una de las orientaciones donde los isógiros vienen juntos. El punto en el cual el isógiro está más fuertemente curvado representa la posición de cada uno de los dos ejes ópticos presentes en un mineral biaxial, y por lo tanto la separación máxima entre las dos curvas permite determinar el ángulo entre los dos ejes ópticos del mineral. Este ángulo se llama ángulo óptico, a menudo anotado como 2V. En algunos casos, conocer el ángulo óptico puede ser una herramienta de diagnóstico útil para diferenciar dos minerales que de otra manera tienen una apariencia muy similar. En otros casos, el 2V varía con la composición química de un mineral dado, y su valor medido se puede utilizar para calcular las proporciones entre los elementos en la estructura cristalina; por ejemplo, Fe / Mg en la olivina. Sin embargo, en estos casos también es importante el estar seguros de la señal óptica de los minerales (esencialmente, esto indica que el ángulo óptico está orientado respecto a toda la indicatriz óptica que describe los índices de refracción del mineral en 3D). La señal óptica y el ángulo óptico se pueden determinar en conjunto mediante la combinación del patrón de interferencia con el uso de una lámina de tinta sensible.
A ambos lados de la «silla de montar» formada por los isògiros, los anillos de birrefringencia de color aparecen de forma concéntrica alrededor de dos ojos, denominados melanotopos. Las bandas más cercanas son círculos, pero las más lejanas  pasan a tener forma de pera, con la parte estrecha apuntando a la silla de montar. Las bandas más grandes que rodean la silla de montar y los dos melanotopos forman una figura en forma de 8.
A menudo, se utiliza simultáneamente una mesa de Michel-Levy con el patrón de interferencia para determinar la información útil que sirve de ayuda en la identificación de los minerales.